# El Cerro del Aripo
El Cerro del Aripo (940 m n. m.) je hora v masivu Aripo v pohoří Northern Range na ostrově Trinidad v Malých Antilách v jihovýchodním Karibiku. Leží na území státu Trinidad a Tobago v regionu Tunapuna-Piarco severovýchodně od města Arimo. Jedná se o nejvyšší horu Trinidadu a Tobaga.